# Svenska Fönster Arena

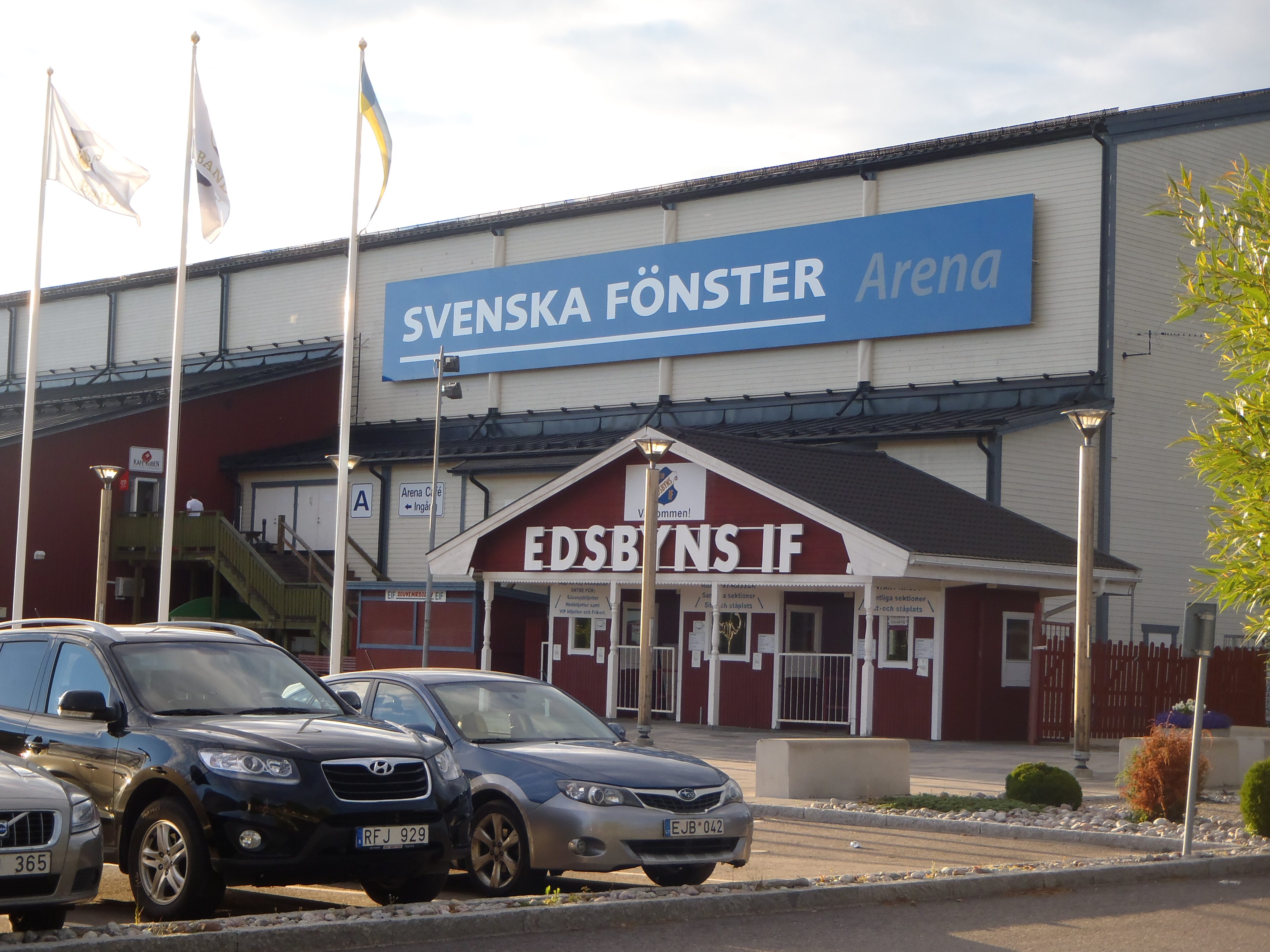
Svenska Fönster Arena.

Svenska Fönster arena, tidigare Dina Arena och Edsbyn Arena, är en bandyhall i Edsbyn i Sverige. Hallen, som också kallas Bandykyrkan, byggdes av Edsbyn Arena AB, som bildades den 6 november 2001. Arenan är Sveriges första inomhushall för bandy.

## Bygge
Grundarbetet slutfördes inför säsongen 2002–2003. Den 31 mars 2003 började man bygga taket. Samma dag stängdes aggregatet av, och man började ta bort den gamla isen. I april samma år levererades träbalkarna.
Anläggningen invigdes den 22 september 2003 av kung Carl XVI Gustaf av Sverige på samma plats som tidigare var Öns IP, och den 5 oktober samma år spelade Edsbyns IF sin första inomhusmatch i Edsbyn. Matchen spelades mot Ljusdals IF och vanns av Edsbyns IF 7–1.
Ursprungligen saknades väggar, vilka tillkom efter säsongen 2003–2004. Från början var namnet Edsbyn Arena, men den 24 januari 2006 meddelades att försäkringsbolaget Dina Försäkringar ingått ett samarbetsavtal om arenanamnet och 2013 skedde en namnändring till Svenska Fönster Arena
Arenan har ersatt den tidigare Öns IP som hemmaarena för Edsbyns IF. Tack vare sin hall har Edsbyns IF haft optimala förhållanden under hela säsongerna, samt kunnat ha is några månader tidigare. Detta sägs ha spelat en stor roll för de framgångar som Edsbyns IF:s herrlag haft sedan hallen öppnades.
Efter Edsbyns IF framgångar med inomhushall, och med tanke på klimatuppvärmningen, har flera hallbyggen påbörjats och ännu några planerats runt om i Sverige.